# Vileď
Vileď nebo Viljať (rusky Виледь nebo Вилять) je řeka na jihovýchodě Archangelské oblasti v Rusku. Je dlouhá 321 km. Plocha povodí měří 5610 km².

## Průběh toku
Ústí zprava do Vyčegdy (povodí Severní Dviny).

### Přítoky
Největším přítokem je Velká Ochta zleva.

## Vodní režim
Průměrný roční průtok vody u osady Inajevskaja činí 42,7 m³/s.

## Využití
Nepravidelná vodní doprava je provozována k ústí přítoku Naryčug.